# Eusebio Vélez
Eusebio Vélez de Mendizábal (Durango, 28 maart 1935 – Vitoria-Gasteiz, 16 juni 2020) was een Spaans wielrenner en ploegleider die meerdere dagen de leiderstrui droeg in de Ronde van Spanje en in diezelfde Grote Ronde één etappe won.

## Carrière
Vélez was profrenner tussen 1958 en 1969. Zijn gehele carrière reed hij bij Spaanse ploegen. In 1961 startte hij bij de Baskische wielerploeg Kas namens wie hij in 1962 zijn eerste professionele overwinning behaalde. Hij won de negende editie van de GP Ayutamiento de Bilbao. Driemaal zegevierde hij in de Klasika Primavera de Amorebieta; in 1963, 1964 en 1968. Hij was de eerste renner die dat bewerkstelligde in deze wedstrijd, later volgden nog Federico Echave en Alejandro Valverde. In 1965 en 1966 was Vélez goed voor een etappezege in de Eibarko Bizikleta en in 1966 won hij het eindklassement, voor Lucien Aimar.
In de Grote Rondes won hij individueel één etappe. In 1964 zegevierde hij in het b-gedeelte van de eerste etappe van de Ronde van Spanje. Daarnaast droeg hij dat jaar een etappe de gele leiderstrui. Dit deed hij eerder ook al in 1961, toen droeg hij de eerste drie etappes de leiderstrui. Hij zou in totaal negen keer deelnemen aan de Vuelta. Zijn beste eindresultaat was een tweede plaats in 1966. Zijn ploeggenoot Francisco Gabica zegevierde na achttien etappes. Viermaal nam Vélez deel aan de Ronde van Frankrijk. Bij alle vier zijn deelnames moest hij vroegtijdig opgeven. Aan de start van de Giro verscheen hij in 1967 en 1968, beide rondes reed hij uit.
In de jaren 70 van de vorige eeuw was Vélez ook actief als ploegleider bij zijn voormalige ploeg Kas.
Hij overleed in 2020 op 85-jarige leeftijd.

## Overwinningen
1962
GP Ayutamiento de Bilbao
1963
Klasika Primavera de Amorebieta
Circuito Montañés
1964
Klasika Primavera de Amorebieta
1e (deel A, TTT) en 4e (ITT) etappe Ronde van Levante
1e (deel B, ITT) etappe Ronde van Spanje
3e (deel B, TTT) etappe Ronde van Frankrijk
1965
Campeonato Vasco Navarro de Montaña
4e etappe Eibarko Bizikleta
1966
2e etappe Eibarko Bizikleta
Eindklassement Eibarko Bizikleta
1968
Klasika Primavera de Amorebieta

### Resultaten in voornaamste wedstrijden
| Jaar | Ronde van Italië | Ronde van Frankrijk | Ronde van Spanje |
| ---- | ---------------- | ------------------- | ---------------- |
| 1961 |                  |                     | opgave           |
| 1962 |                  |                     | 11e              |
| 1963 |                  | opgave              | 7e               |
| 1964 |                  | opgave              | 4e (1)           |
| 1965 |                  | opgave              | opgave           |
| 1966 |                  | opgave              | ↑                |
| 1967 | 10e              |                     | 17e              |
| 1968 | 11e              |                     | ↑                |
| 1969 |                  |                     | 10e              |

| Jaar | Milaan-San Remo |  | WK op de weg |
| ---- | --------------- |  | ------------ |
| 1961 |                 |  |              |
| 1962 |                 |  | 21e          |
| 1963 |                 |  |              |
| 1964 | 26e             |  |              |
| 1965 |                 |  |              |
| 1966 |                 |  | opgave       |
| 1967 |                 |  | opgave       |
| 1968 | 45e             |  |              |
| 1969 |                 |  |              |